# Henry Wharton Conway

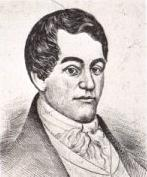
Henry Wharton Conway

Henry Wharton Conway (*  18. März 1793 bei Greeneville, Tennessee; † 9. November 1827 in Arkansas Post, Arkansas) war ein US-amerikanischer Politiker. Zwischen 1823 und 1827 vertrat er das Arkansas-Territorium als Delegierter im US-Repräsentantenhaus.

## Werdegang
Henry Conway war Mitglied einer bekannten Politikerfamilie. Seine Brüder James und Elias waren Gouverneure von Arkansas. Sein Cousin Henry Rector war ebenfalls Gouverneur dieses Staates; ein anderer Cousin, Ambrose Hundley Sevier, war US-Senator. Henry Conway genoss eine private Erziehung. Während des Britisch-Amerikanischen Krieges von 1812 war er Offizier in der US-Marine.
Conway gehörte keiner politischen Partei an. Im Jahr 1817 wurde er beim Finanzministerium in Washington, D.C. angestellt. Über das Missouri-Territorium gelangte er im Jahr 1820 in das neu gegründete Arkansas-Territorium. Dort war er Steuereinnehmer und zunächst ein politischer Verbündeter von Robert Crittenden, der zeitweise als Territorial-Gouverneur amtierte. 1822 wurde Conway als Nachfolger von James Woodson Bates zum Delegierten im US-Repräsentantenhaus gewählt. In den Jahren 1824 und 1826 wurde er in diesem Amt bestätigt. Somit konnte er zwischen dem 4. März 1823 und seinem Tod am 9. November 1827 sein Territorium im Kongress vertreten. Dort war er aber wie alle Kongressdelegierten nicht stimmberechtigt.
Zu Hause in Arkansas war es inzwischen zu einem Bruch mit seinem ehemaligen Verbündeten Crittenden gekommen. Der Konflikt eskalierte so sehr, dass sich die beiden Männer am 29. Oktober 1827 in der Nähe von Napoleon (Arkansas) duellierten. Dabei wurde Conway so schwer verwundet, dass er am 9. November dieses Jahres seinen Verletzungen erlag. Dieses Duell bedeutete aber auch für Crittenden den Beginn seines politischen Abstieges. Conways Delegiertenmandat ging an seinen Cousin Ambrose Sevier.